# Столкновение двух Ил-76 в Махачкале
Столкновение двух самолётов Ил-76 в аэропорту Уйташ в Махачкале произошло вечером 15 января 2009 года, в 20:47 по московскому времени.

## Обстоятельства катастрофы
Вечером 15 января 2009 года с подмосковного аэродрома Чкаловский в махачкалинский аэропорт «Уйташ» вылетели 4 военно-транспортных самолёта Ил-76 675-го авиаполка особого назначения авиации Внутренних войск МВД РФ с военнослужащими и техникой на борту. В их задачу входило выгрузить военнослужащих и технику и вылететь обратно на аэродром базирования в Нижний Новгород.
Первый самолёт выполнил задачу успешно. Второй самолёт (бортовой номер RA-76825) совершил посадку на аэродроме «Уйташ», разгрузился, и вырулил на предварительный старт, где ожидал, пока третий самолёт (бортовой номер RA-76827) совершит посадку. Третий борт после выполнения посадки в сложных метеорологических условиях при установленном минимуме погоды (туман, видимость на ВПП 800 м, вертикальная видимость 60 м) при пробеге выкатился на грунт и продолжил движение в метрах 15-20 слева ВПП. Перед этим второй борт выехал за границу предварительного старта, о чём диспетчеру, разрешавшему посадку, экипаж не сообщил. В результате отклонившийся от оси посадки Ил-76 ударил ожидавший взлёта самолёт крылом по кабине.
В результате столкновения кабина стоявшего Ил-76МД (RA-76825) разрушилась, из находившихся в самолёте шести членов экипажа погибли четверо (командир воздушного судна подполковник Максим Дубаньков, бортинженер Владимир Князевич, бортрадист Александр Алёхин, борттехник Анатолий Тупицын), двое получили ранения и были позднее доставлены в больницу города Каспийска. Никто из находившихся на борту совершавшего посадку самолёта (6 членов экипажа и 31 пассажир) не пострадал. Пилот четвёртого Ил-76, оценив обстановку, направил самолёт на запасной аэродром.

## Последствия
Аэропорт Уйташ был закрыт для приёма и отправления самолётов до проведения следственных мероприятий и полной расчистки взлётно-посадочной полосы.
Материальный ущерб в результате повреждения двух самолётов составил 158,7 миллиона рублей.
Самолёт RA-76827 после столкновения был восстановлен на 123-м авиаремонтном заводе (Старая Русса) и вернулся в строй 15 декабря 2010 года.
В апреле 2011 Махачкалинский гарнизонный военный суд признал пилотировавшего Ил-76 RA-76827 командира авиаотряда подполковника Игоря Александрова виновным в совершении преступления, предусмотренного статьей 351 УК РФ (нарушение правил полётов или подготовки к ним), и назначил ему наказание в виде лишения свободы на срок шесть лет, постановив считать наказание условным с испытательным сроком в три года. Иски двух потерпевших к МВД России о компенсации морального вреда в связи со смертью кормильца суд удовлетворил частично, взыскав в пользу них по 500 тысяч рублей. Кроме того, суд признал за войсковой частью 3797 право на иск к Александрову о взыскании материального ущерба и передал вопрос о размере возмещения иска для рассмотрения в порядке гражданского судопроизводства.